# Tök alsó 2. – Európai turné
A Tök alsó 2. – Európai turné (eredeti cím: Deuce Bigalow: European Gigolo) 2005-ös amerikai filmvígjáték, amelyet Mike Bigelow rendezett. A Tök alsó folytatása.
A producerei Jack Giarraputo, Adam Sandler és John Schneider. A forgatókönyvet Rob Schneider, David Garrett és Jason Ward írta. A főszerepben Rob Schneider, Eddie Griffin, Jeroen Krabbé, Hanna Verboom és Douglas Sills láthatók. A film zeneszerzői James L. Venable és John Debney. A film gyártója a Columbia Pictures, a Happy Madison Productions és az Out of the Blue… Entertainment, forgalmazója az Sony Pictures Releasing.
Amerikában 2005. augusztus 12-én, Magyarországon 2005. augusztus 25-én mutatták be a mozikban.

## Cselekmény
Évek teltek el Deuce feleségének, Kate-nek a halála óta, de főhősünk képtelen ezt feldolgozni. Időközben egy delfineket manipuláló szerkezeten dolgozik, és mikor ki akarja próbálni, két suhanc ellopja, és ők próbálják ki, aminek hatására elszabadul a pokol.
Ezek után Deuce hazamegy, és akkor látja a tévében, hogy mi történt,mikor felhívja régi barátja, TJ, és Amszterdamba hívja szórakozni. Deuce végül elmegy, és vonakodva megismerkedik a helyi szokásokkal, illetve összefut barátjával a hajóján, a Tengerek Stricijén. Ezután elmennek egy kávézóba, ahol Deuce kissé betép a varázssütitől, illetve összefutnak TJ egyik ismerősével, aki egy dzsigoló. Percekkel később azonban mikor Tj épp munkaügyeit intézi, Deuce megtalálja a dzsigoló, Heinz holttestét egy sikátorban, és a hajóra viszi, ami TJ nemtetszését váltja ki és elhatározza hogy megszabadul a hullától, ami miatt melegnek és gyilkosnak nézik. A rendőrfőnök, Gaspar Deuce-t vallatja, de ő nem vall neki. Kiderül,hogy a dzsigolókat egy gyilkos vadássza le, kiléte nem ismert.  Deuce és TJ úgy dönt hogy inkognitóban kideríti a gyilkos kilétét, de alig tudnak meg valamit, időközben Deuce elkezd járni Gaspar unokahugával, Evával. Azonban a nyomozás során TJ nem volt óvatos, és végül le is tartóztatják, miközben Deuce Eva lakásán megtalálja a gyilkosságnál látott bűnjeleket (rúzs, leopárdmintás kabát), és Gasparnak jelenti a dolgot, aki felfegyverezve elindul haza, majd felfedi magát Eva előtt, hogy ő a gyilkos.
Gaspar végül Deuce előtt is felfedi magát és kiderül, hogy ő is dzsigoló akart lenni, de megszégyenítették, ezért meg akarja ölni mindet. Az Aranydákó Gálán, ahol a merényletet tervezi, Deuce miatt terve kudarcba fullad, és végül letartóztatják. Deuce végül megcsókolja Eva-t, majd összeházasodik vele. TJ szabadlábra kerül, de melegstricinek áll, ami nem jött össze neki, és rapper lett. Gaspar álma pedig teljesült, csakhogy a börtönben lett dzsigoló.

## Szereplők
| Szereplő                                   | Színész          | Magyar hang            | Leírás                                                                      |
| ------------------------------------------ | ---------------- | ---------------------- | --------------------------------------------------------------------------- |
| Deuce Bigalow                              | Rob Schneider    | Józsa Imre             | Amerikai dzsigoló.                                                          |
| T.J. Hicks                                 | Eddie Griffin    | Kálloy Molnár Péter    | Deuce strici barátja.                                                       |
| Gaspar Hancúrbrokk                         | Jeroen Krabbé    | Konrád Antal           | Korrupt rendőr és Deuce ellensége.                                          |
| Eva                                        | Hanna Verboom    | Németh Borbála         | Kényszerbetegséggel küzdő nő, Deuce ügyfele majd barátnője.                 |
| Chadsworth Buckingham, III                 | Douglas Sills    | Tarján Péter           | Dzsigoló.                                                                   |
| Gian-Carlo                                 | Charles Keating  | Breyer László          | Öreg és arrogáns dzsigoló. Heinz ellensége.                                 |
| Rodrigo Bollas De Madera                   | Carlos Ponce     | Rajkai Zoltán          | Spanyol dzsigoló. A gyilkos egyik áldozata.                                 |
| Louisa                                     | Rachel Stevens   | N/A                    | Koszos lány, Deuce egyik ügyfele.                                           |
| Enzo Giarraputo                            | Alex Dimitriades | Láng Balázs            | Olasz dzsigoló.                                                             |
| Seggopopolusz Baródákisz                   | Kostas Sommer    | Barát Attila           | Görög dzsigoló.                                                             |
| Szvetlana Revenyko                         | Miranda Raison   | Kéri Kitty             | Csernobilból származó nő, akinek pénisze van az orra helyén. Deuce ügyfele. |
| Heinz Húskell                              | Til Schweiger    | Barabás Kiss Zoltán    | Német származású amszterdami dzsigoló. A gyilkos egyik áldozata.            |
| Oded Fehr                                  | Antoine Laconte  | Albert Gábor           | Argentin dzsigoló. A gyilkos egyik áldozata.                                |
| Lily                                       | Zoe Telford      | Roatis Andrea          | –                                                                           |
| Billy                                      | Vincent Martella | Kilényi Márk Olivér    | –                                                                           |
| Greta                                      | Dana Goodman     | N/A                    | Púpos lány, Deuce egyik ügyfele                                             |
| Marlene Alsmere                            | Skytriss         | Bokor Ildikó           | –                                                                           |
| Gyönyörű nő a festményen                   | Kelly Brook      | F. Nagy Erika          | –                                                                           |
| Önmaga                                     | Johnny Vaughan   | Juhász György          | Az Aranydákó Gála műsorvezetője.                                            |
| Francia férfi                              | Fred Armisen     | Bodrogi Attila         | –                                                                           |
| Kate Bigalow                               | Arija Bareikis   | N/A                    | Deuce felesége, akit egy cápa megölt.                                       |
| Earl McManus                               | Norm MacDonald   | Bácskai János          | –                                                                           |
| Javier Sandooski                           | Adam Sandler     | Nem szólal meg         | –                                                                           |
| Mahmuff                                    | Federico Dordei  | Görög László           | –                                                                           |
| Pimp Li                                    | Topper           | Kossuth Gábor          | –                                                                           |
| Diego Verga                                | Hilton Myburgh   | Csizmadia Gergely      | –                                                                           |
| Susie Parks                                | SuChin Pak       | Bálinthegyi Papp Anita | –                                                                           |
| Jimmy                                      | Kris McKay       | Szűcs Balázs           | –                                                                           |
| Rendőr                                     | Erik de Vogel    | Kapácsy Miklós         | Rendőr.                                                                     |
| Gazdag nő a kocsiban                       | Micky Hoogendijk | Keönch Anna            | Gazdag nő a kocsiban.                                                       |
| Pornótörpe                                 | Edwin Alofs      | Szokol Péter           | Pornótörpe.                                                                 |
| További magyar hangok                      |                  |                        |                                                                             |
| Katona Zoltán, Seder Gábor, Székely Csilla |                  |                        |                                                                             |

## A film készítése
Eddie Griffin egy interjúban elmondta, hogy a macskajelenet során plüssmacskát használtak.
A Disney nem akarta bemutatni a második részt, mert azt akarták, hogy a film PG-13 besorolást kapjon (az első filmhez hasonló R besorolás helyett). Így végül a Sony mutatta be. De a bevételek 5%-át így is a Disney birtokolta.